# سرزمین‌های گرگ و میش
سرزمین‌های گرگ‌ومیش (۱۹۷۴) (به انگلیسی: Dusklands) نخستین اثر داستانی جان مکسول کوتزی، نویسندهٔ اهل آفریقای جنوبی و برندهٔ جایزهٔ نوبل ادبیات سال ۲۰۰۳ میلادی است. نویسنده در این اثر خود نقدی دقیق و روانکاوانه بر روحیهٔ امپریالیستی دنیای غرب از یک سو، و فرهنگ‌های دیگری که از دیگرسو با ناتوانی و فساد درونی خود در طول تاریخ راه را برای استعمارگران هموار ساخته‌اند، پیش روی خوانندگان می‌گذارد که هم از دیدگاه ادبی و هم تاریخی درخور تامل و ستایش‌برانگیز است.

## درآمد
جان مکسول کوتزی (کوئتزی) پس از اتمام تحصیلات عالیه‌اش (در ریاضیات و زبان انگلیسی) در دانشگاه کیپ‌تاون آفریقای جنوبی، در سال ۱۹۶۲ به انگلستان رفت و تا ۱۹۶۵ در شعبهٔ لندن شرکت آی‌بی‌ام به کار پرداخت. سپس، در سال ۱۹۶۵ به‌صورت دانشجوی بورسیه به دانشگاه تگزاس در آستین راه یافت و در ۱۹۶۹ مدرک دکترای خود را در رشتهٔ زبان‌شناسی از آن دانشگاه دریافت کرد. میان سال‌های ۱۹۶۸ تا ۱۹۷۱ به تدریس زبان انگلیسی در دانشگاه ایالتی نیویورک در بوفالو پرداخت، و در همین دوره بود که نگارش نخستین رُمان خود، سرزمین‌های گرگ‌ومیش را آغاز کرد. این کتاب نخستین بار در سال ۱۹۷۴ توسط انتشاراتِ Ravan Press در ژوهانْسبورگ به چاپ رسید.
کوتزی ابتدا خواستار گرفتن اقامت دایم و ادامهٔ زندگی در ایالات متحد امریکا بود، اما پس از شرکت کردن در تظاهرات ضدّجنگِ ویتنام، با درخواست‌اش موافقت نشد و ناگزیر، برای تدریس ادبیات انگلیسی در دانشگاه کیپ تاون به زادگاه‌اش، آفریقای جنوبی بازگشت. وی پس از بازنشستگی، در سال ۲۰۰۲ (در سن ۶۲ سالگی) به آدلاید استرالیا مهاجرت کرد و به صورت افتخاری در دپارتمان زبان انگلیسی دانشگاه آدلاید مشغول به پژوهش و مطالعه شد.

## دربارهٔ کتاب
رمان سرزمین‌های گرگ‌ومیش در واقع، مشتمل بر دو داستان جداگانه، با درونمایه‌ای مشترک است؛ چنان‌که از دیدگاهی شاید بتوان هر دو قصّه را در امتداد هم و یکی تلقّی کرد. داستان اول، پروژهٔ ویتنام به شرح فروپاشی روانی تدریجی شخصیت اصلی‌اش، یوجین داون (Eugene Dawn) می‌پردازد. داون کارمند بخش جنگ روانی (Psychological warfare) یا جنگ سیاسی (Political Warfare) دولت امریکا در جنگ ویتنام است. وی در اثر فشارهای کار کردن در بخش اسطوره‌نگاری و طرّاحی عملیات روانی در جنگِ ویتنام، رفته‌رفته دچار ضعف و فروپاشی روانی شده و زندگی‌اش در روندی اندوه‌بار تباه می‌گردد.
داستان دوم کتاب، حکایتِ یاکوبوس کوتزی نام دارد و در قرن هجدهم میلادی می‌گذرد: یک شکارچی اروپایی فیل به نام یاکوبوس اردوی شکاری را در سرزمین‌های وحشی و نامکشوفِ آفریقای جنوبی ترتیب می‌دهد و پس از تحمّل سختی‌های بسیار و عبور از رودخانهٔ نارنجی، به قبیله‌ای بدوی به نام ناماکوآ برمی‌خورد و در میان‌شان به بیماری ناشناخته و مرگباری دچار می‌شود. بومیان از این فرصت برای غارت اموال و تحقیر شکارچی بیمار بهره می‌برند، اما در پایان ماجرا، انتقام یاکوبوس بسیار سخت و تکاندهنده‌است... این داستان بر اساس واقعه‌ای تاریخی نوشته شده که اسنادِ آن نیز توسط نویسنده در پایان کتاب پیوست شده‌است.
سرزمین‌های گرگ‌ومیش نخستین بار در سال ۱۹۷۴ توسط انتشاراتِ Ravan Press در ژوهانْسبورگ، بزرگ‌ترین و ثروتمندترین شهر آفریقای جنوبی به چاپ رسید.

## نقد و بررسی کتاب
سرزمین‌های گرگ‌ومیش دربارهٔ انسان‌هایی است که به وسیلهٔ قدرت بی‌حدوحصر تکنولوژی افسون و به تباهی کشیده شده‌اند. شاید بتوان این کتاب را نخستین رُمان مهم و درخور توجّه مدرن در آفریقای جنوبی خواند که از تمامی استانداردهای داستان‌پردازی مدرن برخوردار است.